# Nino del Arco
Nino del Arco (Madrid, 6 de septiembre de 1958) es un actor español que durante las décadas de los años 1960 y 70 destacó a través de varias producciones cinematográficas realizadas en España y México, actuando junto a Clint Eastwood en la película Por un puñado de dólares, dirigida por Sergio Leone.

## Biografía
Inició su participación como actor en la película Por un puñado de dólares y tras esta, participó en otras películas en su país natal. Posteriormente es contratado en México para actuar junto a Juliancito Bravo en la película La gran aventura, y con el gran éxito tal película haciendo que fuera México donde tuvo su mayor etapa de fama. Tras participar como invitado en el año 1994 en la serie española Los ladrones van a la oficina se retira completamente del medio artístico. Después ejerció su profesión de abogado, para más tarde trabajar en la Administración Local, como Secretario-Interventor, en varios municipios de Castilla-La Mancha. Actualmente es escritor. Ganador de varios premios de relatos cortos, publicó su primer poemario, "Poemario temprano" y su primera novela, "El escritor", en 2014. Nino del Arco ganó el Premio especial de Interpretación del festival de cine de Granollers en España en 1971. El 30 de noviembre del 2024, estrenó el cortometraje DUERMETE NIÑA, ganador del premio al mejor guion en cortos  de la Asociación Palabras Escondidas.

## Filmografía
- Los ladrones van a la oficina (Serie de TV) 1994
- Coto de caza 1983
- Kalimán, el hombre increíble 1972
- El Cristo del océano 1971
- La gran aventura 1969
- Más allá del río Miño 1969
- Grandes amigos 1967
- El niño y el muro 1965
- La primera aventura 1965
- Por un puñado de dólares 1964